# توبی والاس
توبی والاس (انگلیسی: Toby Wallace؛ زاده ۶ ژوئن ۱۹۹۵) یک بازیگر استرالیایی اهل بریتانیا است که برای بازی در فیلم دندان شیری (۲۰۱۹) شناخته شده‌است، که برای آن جایزه مارچلو ماسترویانی را در جشنواره فیلم ونیز ۲۰۱۹ و در سال ۲۰۲۰ برای بهترین بازیگر نقش اول مرد، AACTA نیز جایزه دریافت کرد.
او در فیلم دندان شیری بازی کرده‌است.